# 解洪
解洪（1951年9月—），男，重庆人，中华人民共和国政治人物，曾任四川省发展和改革委员会主任，四川省政协副主席。